# Atta laevigata
Atta laevigata (Smith, 1858) è una formica della sottofamiglia Myrmicinae, una delle più grandi specie di formiche taglia foglie.

## Distribuzione e habitat
La specie è diffusa nell'ecozona neotropicale: Bolivia, Brasile, Colombia, Guiana Francese, Guyana, Paraguay, Suriname e Venezuela.

## Nella cultura dell'uomo
In Colombia questa formica, popolarmente nota come hormiga culona, è tradizionalmente considerata una prelibatezza gastronomica.